# Conirostrum margaritae
A Conirostrum margaritae a madarak osztályának verébalakúak (Passeriformes) rendjébe és a tangarafélék (Thraupidae) családjába tartozó faj.

## Rendszerezése
A fajt Ernest G. Holt amerikai ornitológus írta le 1931-ben, az Ateleodacnis nembe Ateleodacnis margaritae néven.

## Előfordulása
Az Amazonas-medencében, Brazília és Peru területén honos. Természetes élőhelyei a szubtrópusi és trópusi síkvidéki esőerdők. Állandó, nem vonuló faj.

## Megjelenése
Testhossza 11 centiméter.

## Természetvédelmi helyzete
Az elterjedési területe még nagyon nagy, de az erdőirtások miatt gyorsan csökken és széttöredezett, egyedszáma szintén csökken. A Természetvédelmi Világszövetség Vörös listáján sebezhető fajként szerepel.